# Podi (Herceg Novi)
Pour les articles homonymes, voir Podi.
Podi (en serbe cyrillique : Поди) est un village du sud-ouest du Monténégro, dans la municipalité de Herceg Novi.

## Démographie

### Évolution historique de la population
| 1948 | 1953 | 1961 | 1971 | 1981 | 1991 | 2003  |
| ---- | ---- | ---- | ---- | ---- | ---- | ----- |
| 299  | 321  | 369  | 451  | 680  | 841  | 1 199 |